# Haniya, Hosanagara
Haniya là một làng thuộc tehsil Hosanagara, huyện Shimoga, bang Karnataka, Ấn Độ.